# Эссьен, Эдедем
Эдедем Эссьен (англ. Ededem Edem Essien; род. 14 апреля 1998, Иконо, Аква-Ибом) — нигерийский футболист, полузащитник казахстанского клуба «Тобол».

## Игровая карьера
В сезонах 2019/20—2021/22 выступал за армянский клуб «Ван» (Чаренцаван), затем играл в ливийских клубах «Аль-Наср» (Бенгази) и «Аль-Ахдар» (Эль-Байда). Летом 2023 года перешёл в российский клуб «Пари Нижний Новгород». В российской премьер-лиге дебютировал 14 августа, выйдя на замену на 86-й минуте домашнего матча 4-го тура чемпионата против «Ахмата» (2:0).

## Достижения
«Тобол» Костанай
- Обладатель Суперкубка Казахстана: 2024